# Uru (folk)
Uru (på Uru: Qhas Qut suñi) eller Uro er et folk, der lever ved Titicacasøen i Peru og i Bolivia. Uruerne lever ved Puno og på kunstige øer på søen, som uruerne fremstiller ved hjælp af afskårne siv. Uruerne kan inddeles i tre grene: Uru-Chipayas, Uru-Muratos og Uru-Iruitos. Sidstnævnte bebor den bolivianske del af Titicacasøen og ved Desaguaderofloden.
Ved folketællingen i 1997 blev antallet af nulevende uruer opgjort til 2.000. Det er dog kun ca. et par hundrede, der fortsat lever på de kunstige øer; de fleste bor omkring søen. De døde begraves på land ved særlige begravelsespladser.

## Historie
Uruerne er et oprindeligt folk, der har bebot området omkring Titicacasøen i en lang periode. Ifølge uruernes egne legender har de sort blod, fordi de ikke kan føle kulden. De kalder sig "Lupihaques" (Sønner af Solen).
Uruernes sprog og oprindelige religion er i dag uddødt, men en række ældre skikke opretholdes fortsat. Formålet med bosættelserne på siv-søerne var oprindeligt at kunne modstå angreb.
Uruerne handlede med Aymaraerne, som de havde et løbende fredeligt samkvem med. Som følge af giftemål på tværs af de to folk og som følge af aymaraernes indflydelse forsvandt uruernes sprog efterhånden til fordel for aymara. Sproget uddøde for omkring 500 år siden i forbindelse med Inkarigets ekspansion i området.

## Fremstilling af siv-øer
Uruerne samler bundter af tørrede siv for at fremstille sivbåde (balsas mats) og sivøer. Ved fremstillingen benyttes de siv, der vokser ved søen.
De større øer kan huse op til 10 familier. De mindre, omkring 30 meter brede, huser et par stykker. Øerne fæstnes til søens bund med reb, der fastgøres til pæle af eucalyptus, der en banket ned i søens bund. Sivene rådner hurtigt væk, hvorfor der løbende tilføres nye siv fra toppen af øerne. En ø kan holde op til 30 år.
Ved madlavning varmes maden på bål på sten på øerne.
Uruernes unikke livsstil har gjort området til en turistattraktion, der på den ene side tilfører indtægter fra turisterne, men på den anden side udfordrer den traditionelle livsstil.

## Traditionel livsstil
En stor del af uruernes føde og medicin er baseret på totora-planten, hvis siv også benyttes til fremstillingen af både og siv. Sivenes iod-holdige hvide stub chullo spises og benyttes som universalmedicin. Uruerne sælger og bytter totora-siv med andre for at opnå øvrige daglige fornødenheder.
Uruerne spiser fisk fanget i søen, bl.a. ørred, der blev udsat i søen i 1940. Til fiskeri benyttes bl.a. en skarv-art, der er trænet af uruerne til at fange fisk. Fugle (måger, ænder og flamingo) indgår også i kosten. Der holdes også kvæg, ligesom katte anvendes til at holde rotter væk fra sivsøerne.
I nutiden er indtægter fra turismen (salg af souvenirs m.v.) et vigtigt bidrag til økonominen.

## Moderne liv
Uruerne lever i dag med modrene teknologi. Bådene har motorer, sivøerne har solceller til at drive husholdningsapparater og der drives også en lokal radiostation med nutidig musik.
Den tidligere skolegang for beboerne på øerne finder sted på øerne, men lidt ældre børn går i skole på fastlandet, ofte i Puno.

## Eksterne links
- Wikimedia Commons har flere filer relateret til Uru (folk)
- Uru-folket på GlobalAmity.net
- Videopræsentation af en tour guide
- Uru Indiansk kultur
- Sivsøer på Google Maps